# Myriam Casanova
Myriam Casanova (Altstätten, 20 giugno 1985) è un'ex tennista svizzera.

## Biografia
In carriera ha vinto un titolo in singolare, il Belgian Open nel 2002. Nei tornei del Grande Slam ha ottenuto il suo miglior risultato raggiungendo le semifinali di doppio agli US Open nel 2003, in coppia con la francese Marion Bartoli. Ha rappresentato la Svizzera alle Olimpiadi del 2004, dove è uscita al primo turno.
In Fed Cup ha giocato un totale di 22 partite, ottenendo 13 vittorie e 9 sconfitte.

## Statistiche

### Singolare

#### Vittorie (1)
| Numero | Anno           | Torneo                  | Superficie  | Avversaria in finale    | Punteggio     |
| 1.     | 14 luglio 2002 | Belgian Open, Bruxelles | Terra rossa | Arantxa Sánchez Vicario | 4-6, 6-2, 6-1 |

### Singolare

#### Finali perse (1)
| Numero | Anno           | Torneo                        | Superficie  | Avversaria in finale | Punteggio     |
| 1.     | 21 aprile 2002 | Budapest Grand Prix, Budapest | Terra rossa | Martina Müller       | 2-6, 6-3, 4-6 |

### Doppio

#### Finali perse (2)
| Numero | Anno             | Torneo                                     | Superficie  | Compagna         | Avversarie in finale              | Punteggio     |
| 1.     | 22 febbraio 2004 | Proximus Diamond Games, Anversa            | Cemento (i) | Eléni Daniilídou | Cara Black Els Callens            | 2-6, 1-6      |
| 2.     | 11 aprile 2004   | Bausch & Lomb Championships, Amelia Island | Terra verde | Alicia Molik     | Nadia Petrova Meghann Shaughnessy | 6-3, 2-6, 5-7 |

### Risultati in progressione
| Sigla | Risultato               |
| ----- | ----------------------- |
| V     | Vincitore               |
| F     | Finalista               |
| SF    | Semifinalista           |
| O     | Oro olimpico            |
| A     | Argento olimpico        |
| SF    | Bronzo olimpico         |
| QF    | Quarti di Finale        |
| 4T    | Quarto turno            |
| 3T    | Terzo turno             |
| 2T    | Secondo turno           |
| 1T    | Primo turno             |
| RR    | Round Robin             |
| LQ    | Turno di qualificazione |
| A     | Assente                 |
| ND    | Non disputato           |

| Legenda superfici    |
| -------------------- |
| Cemento              |
| Terra battuta        |
| Erba                 |
| Superficie variabile |

#### Singolare nei tornei del Grande Slam
| Torneo          | 2002 | 2003 | 2004 | 2005 | 2006 | 2007 | 2008 | 2009 | 2010 | 2011 |
| --------------- | ---- | ---- | ---- | ---- | ---- | ---- | ---- | ---- | ---- | ---- |
| Australian Open | A    | 1T   | 1T   | A    | A    | A    | A    | A    | A    | A    |
| Open di Francia | A    | 1T   | 3T   | A    | A    | A    | A    | A    | A    | A    |
| Wimbledon       | 3T   | 1T   | 1T   | A    | A    | A    | A    | A    | A    | A    |
| US Open         | 2T   | 1T   | 1T   | A    | A    | A    | A    | A    | A    | A    |

#### Doppio nei tornei del Grande Slam
| Torneo          | 2002 | 2003 | 2004 | 2005 | 2006 | 2007 | 2008 | 2009 | 2010 | 2011 |
| --------------- | ---- | ---- | ---- | ---- | ---- | ---- | ---- | ---- | ---- | ---- |
| Australian Open | A    | 1T   | 3T   | A    | A    | A    | A    | A    | A    | A    |
| Open di Francia | A    | 2T   | 2T   | A    | A    | A    | A    | A    | A    | A    |
| Wimbledon       | A    | 2T   | 2T   | A    | A    | A    | A    | A    | A    | A    |
| US Open         | A    | SF   | 1T   | A    | A    | A    | A    | A    | A    | A    |

#### Doppio misto nei tornei del Grande Slam
| Torneo          | 2002 | 2003 | 2004 | 2005 | 2006 | 2007 | 2008 | 2009 | 2010 | 2011 |
| --------------- | ---- | ---- | ---- | ---- | ---- | ---- | ---- | ---- | ---- | ---- |
| Australian Open | A    | A    | 2T   | A    | A    | A    | A    | A    | A    | A    |
| Open di Francia | A    | A    | 1T   | A    | A    | A    | A    | A    | A    | A    |
| Wimbledon       | A    | A    | 2T   | A    | A    | A    | A    | A    | A    | A    |
| US Open         | A    | A    | 1T   | A    | A    | A    | A    | A    | A    | A    |

## Vittorie contro giocatrici Top 10
| Stagione | 2002 | Totale |
| Vittorie | 1    | 1      |

| #    | Giocatrice    | Ranking | Evento                                 | Superficie  | Turno | Punteggio     | Rank. MCR |
| ---- | ------------- | ------- | -------------------------------------- | ----------- | ----- | ------------- | --------- |
| 2002 |               |         |                                        |             |       |               |           |
| 1.   | Justine Henin | 5       | Porsche Tennis Grand Prix, Filderstadt | Cemento (i) | 2T    | 7-5, 4-6, 6-4 | 69        |